# Sheng Wang
Sheng Wang   (Taipei, 9 de gener de 1980) és un comediant i guionista estatunidenc i taiwanès conegut per haver participat en la sèrie còmica de l'American Broadcasting Company Fresh Off the Boat del 2015 al 2018.

## Vida primerenca i formació
Malgrat que Wang va néixer a Taipei, va créixer a Houston, a l'estat de Texas, i es va graduar a l'institut Bellaire High School. Va obtenir una llicenciatura en negocis a la Universitat de Califòrnia a Berkeley, havent-hi estudiat entre els anys 1998 i 2002. Després d'això, va començar a practicar comèdia de tipus stand-up a San Francisco i Nova York.

## Carrera
Wang va ser un dels intèrprets més destacats al Festival de Comèdia de Montreal del 2007. Més tard, el 28 de gener del 2011, Comedy Central Presents va emetre'n la primera emissió de trenta minuts a la televisió nacional. Aquell mateix mes, va rebre els màxims honors a la setena recerca anual de comèdia "Stand Up for Diversity" de NBCUniversal, que incloïen un acord d'un any amb el dit estudi. Wang també va aparèixer al John Oliver's New York Stand-Up Show de Comedy Central el 2012, al programa The Comedians of Comedy, al Campus Comedy Challenge d'American Eagle Outfitters i al Live at Gotham de Comedy Central.

Va competir en la temporada de Last Comic Standing del 2015, en la qual va ser un dels 10 millors concursants. El mateix any, va llançar un àlbum titulat Cornucopias Are Actually Horrible Containers.
Del 2015 al 2018, va treballar a la sitcom d'ABC Fresh Off the Boat com a guionista, editor i editor executiu. Va aparèixer-hi en dos episodis com a Hank.
El 2019, va formar part de l'especial d'HBO 2 Dope Queens. També va actuar a la inauguració del Clusterfest com a teloner de John Mulaney.
El setembre del 2022, va llançar el seu primer especial de Netflix, Sweet & Juicy. Es tracta, a més, del primer de comèdia dirigit per Ali Wong. La crítica va dedicar-li elogis eloqüents: The New York Times va assenyalar que Wang «té una manera de parlar divertida i relaxada, cosa que encara millora l'enfocament i la inventiva del seu material.»
Com a influències humorístiques cita Maria Bamford, Dave Attell i Robert Hawkins, i el seu treball sovint ha estat comparat amb el de Mitch Hedberg.

## Vida personal
Actualment viu a Califòrnia.